# 쾌야이강

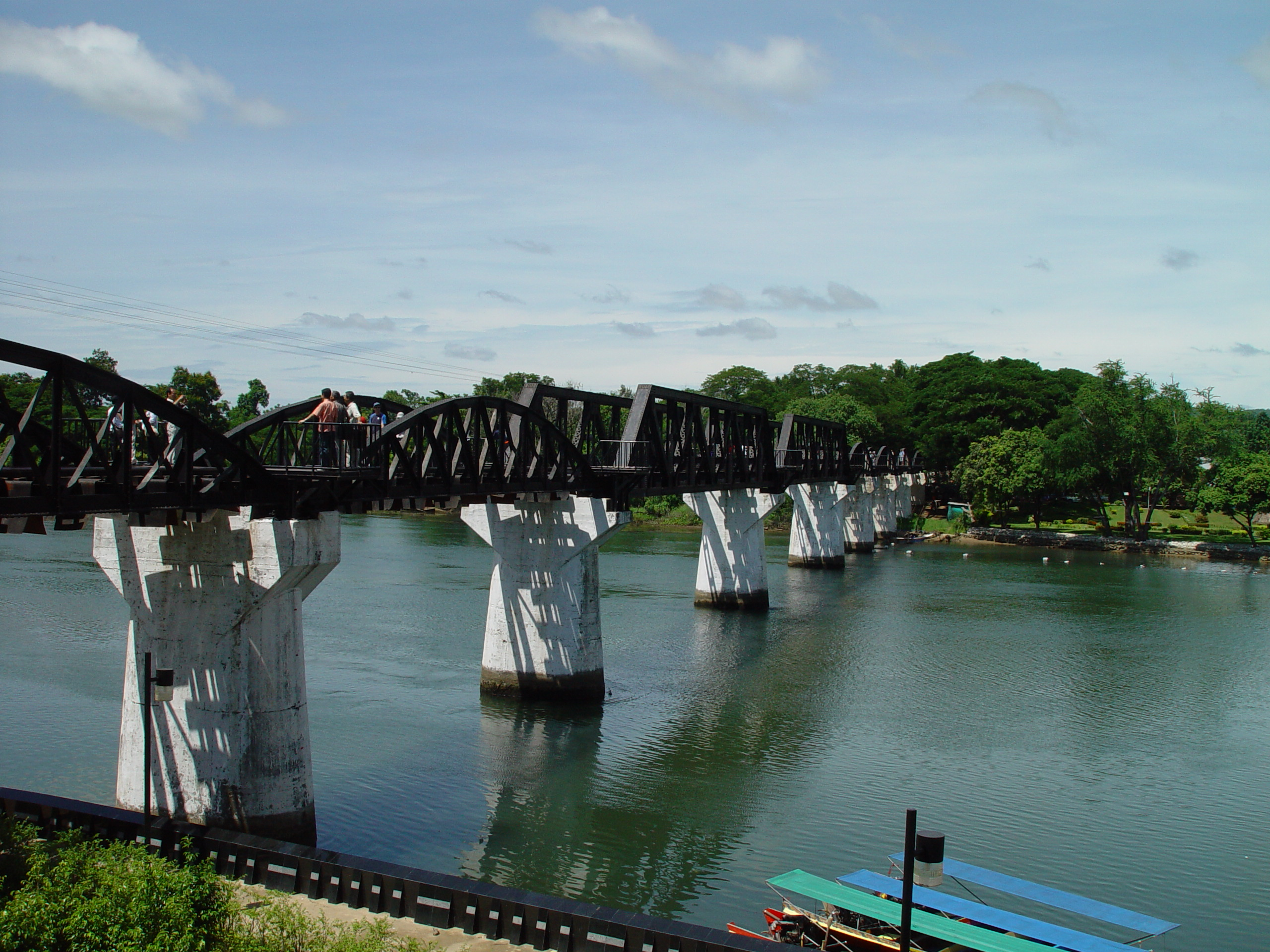
콰이강의 다리

쾌야이강(태국어: แม่น้ำแควใหญ่) 또는 시사왓(태국어: แม่น้ำศรีสวัสดิ์)은 태국 서부의 강이다. 약 380km를 흐르고 깐차나부리주의 상클라부리군, 시사왓 군, 므앙깐차나부리군을 통과하고 쾌노이강과 합류해 매끌롱강을 형성한다.
버마 철도의 유명한 다리가 므앙깐차나부리군에서 강을 가로지른다. 이 다리의 건설은 피에르 불의 소설 《콰이강의 다리》과 그것을 영화화한 《콰이강의 다리》에서 그려지고 있다. 1960년대까지 쾌야이 강은 매끌롱강의 일부로 여겨졌다.